# Ochazuke

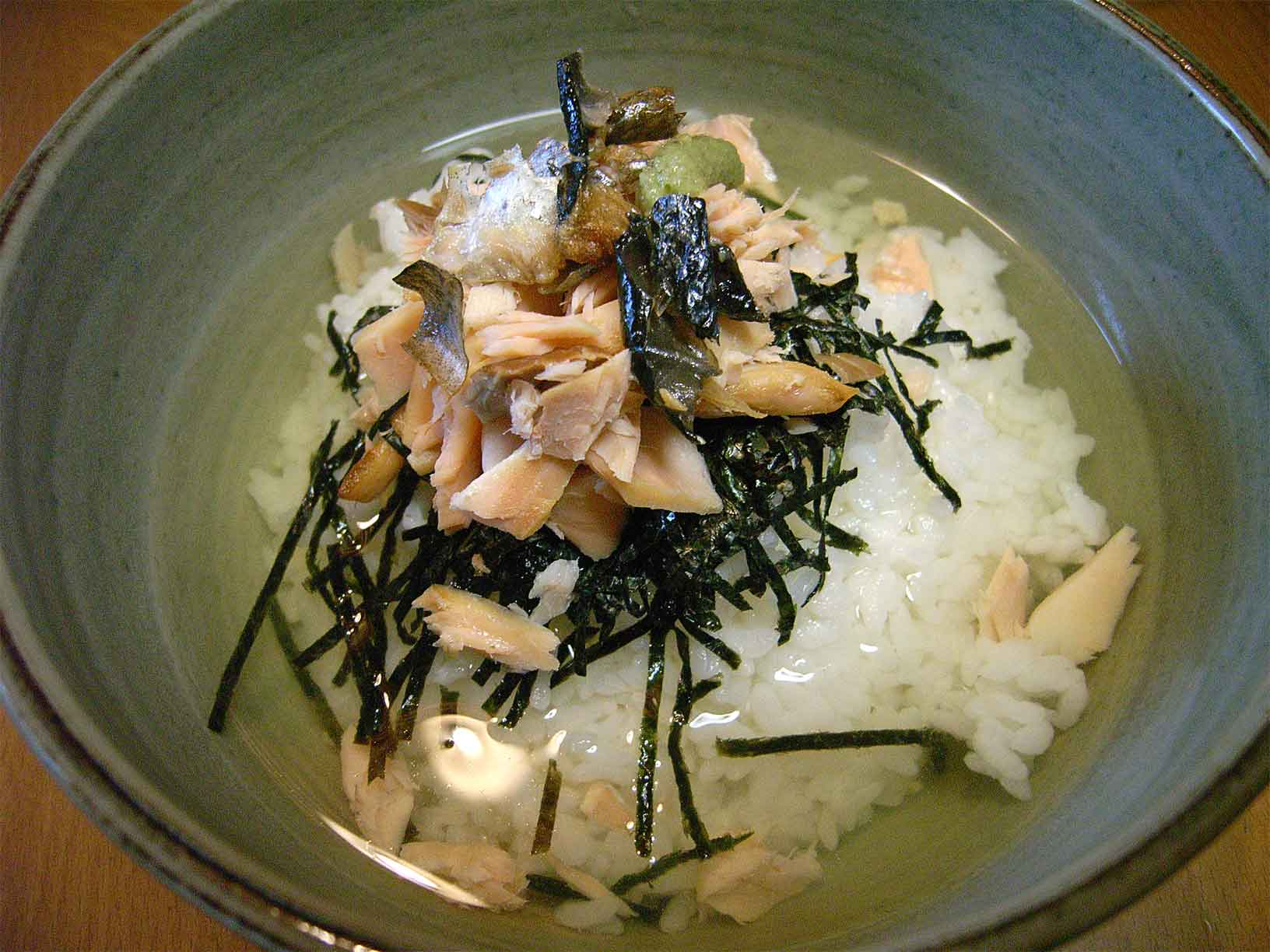
Ochazuke

Ochazuke (茶漬け, ちゃづけ) ou chazuke (お茶漬け) é um termo formado pela aglutinação do prefixo honorífico japonês o + cha (chá) + tsuke (submergir)). Ochazuke é um prato típico do Japão preparado com chá verde, dashi, ou água fervente, posto sobre arroz cozido (geralmente utiliza-se sobras de refeições prévias), e em proporções mais ou menos iguais; finalmente, acrescenta-se alguns itens complementares especiais para terminar a confecção deste prato aromático e apetitoso. 
Alguns dos complementos finais comumente utilizados são tsukemono, umeboshi (ambos pickles japoneses), nori (alga marinha ou seaweed), furikake, sésamo (ou sementes de gergelim), tarako e mentaiko (ovas do peixe escamudo (Pollachius virens) salgado e marinado), salmão salgado e ressecado (i.e charqueado), shiokara (ou pickles de frutos do mar), e wasabi (uma pasta de um tipo de raiz-forte do Japão, de cor verde-claro, com tendências ao escurecimento quando exposta prolongadamente ao ar livre por causa da oxigenação sofrida pelo produto). 
Ochazuke também é conhecido por outros nomes (i.e cha-cha gohan) e possui conotações culturais diversas dependendo da região do país.